# Hans Schmidt (Theologe, 1877)

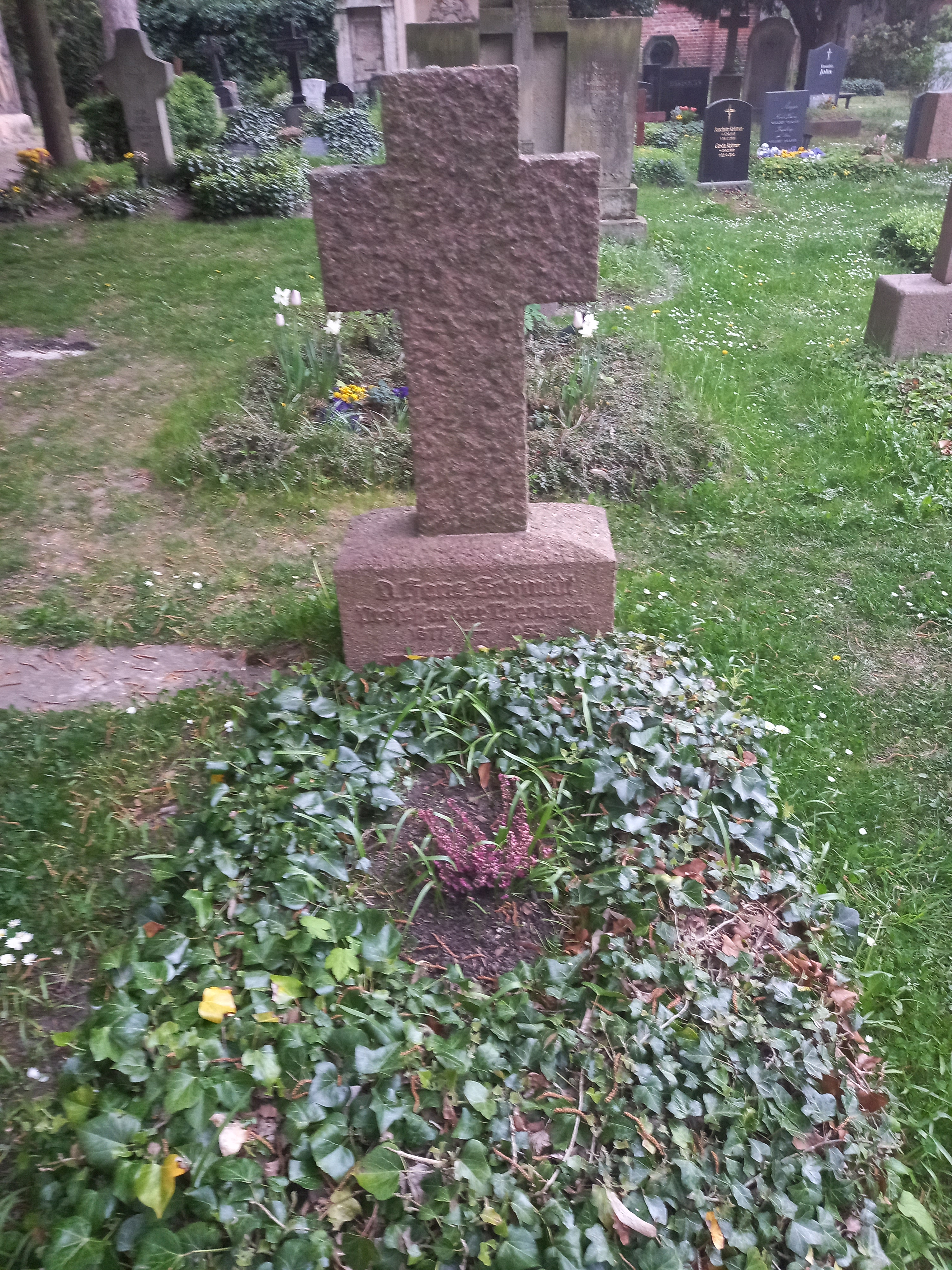
Das Grab von Hans Schmidt auf dem evangelischen Laurentiusfriedhof in Halle

Hans Schmidt (* 10. Mai 1877 in Wolmirstedt; † 20. Januar 1953 in Halle an der Saale) war ein deutscher evangelischer Theologe.

## Biographie
Während seines Studiums wurde Schmidt Mitglied beim Verein Deutscher Studenten Berlin. Nach seinem Studium der Evangelischen Theologie war er von 1904 bis 1907 als Studieninspektor am Predigerseminar im niederschlesischen Naumburg am Queis tätig. Aus dieser Zeit stammt seine erste wissenschaftliche Veröffentlichung aus dem Jahre 1905 (Zur rhythmischen Übersetzung hebräischer Poesie). Von 1907 bis 1914 war er Pfarrer der Breslauer Maria-Magdalenen-Kirche. 1909 habilitierte er sich an der Universität Breslau für Altes Testament. In den Jahren 1910 und 1911 begleitete er Gustaf Dalman bei seinen Exkursionen durch das Heilige Land. Eine erste außerordentliche Professur erhielt er 1914 an der Universität Tübingen. 1921 wurde er als ordentlicher Professor an die Universität Gießen berufen, 1928 an die vereinigte Universität Halle-Wittenberg. Im Jahr 1933 trat er der NSDAP bei (Mitgliedsnummer 2.255.405) und gehörte bis 1936 zu den antisemitischen Deutschen Christen.  1945 wurde er emeritiert. 1949 wurde er Mitglied der CDU.
Schmidt verstarb am 20. Januar 1953, im Alter von 75 Jahren, in Halle. Er wurde auf dem Laurentiusfriedhof bestattet.